# حي محاسن الأحساء
حي محاسن الأحساء هو أحد الأحياء التابعة لمنطقة المبرز بالمنطقة الشرقية في المملكة العربية السعودية.

## الموقع
يقع حي محاسن الأحساء غرب المبرز غرب قطار الشحن والركاب، حيث يُعد أول منطقه سكنية للقادم من الرياض إلى المبرز، ويُعتبر قلب الأحساء الجديد، ويُجاور مدينة الهفوف.

## المرافق
يُصنَّف الحي إلى ثلاث مناطق: محاسن أرامكو، ومحاسن البلدية، ومحاسن القادسية. وقد أُنشئ مجمع الدوائر الحكومية في وسط حي محاسن الأحساء لموقعه المميز.
يضم الحي ثلاثة مراكز تجارية ومركزين للرعاية الصحية، كما أن به 7 مدارس ابتدائية، و4 مدارس متوسطة، ومدرستان ثانوية للبنين.
وكذلك 4 مدارس ابتدائية لللبنات، و3 مدارس متوسطة وثانوية.